# Catargynnis bronza
Catargynnis bronza är en fjärilsart som beskrevs av Archibald C. Weeks 1901. Catargynnis bronza ingår i släktet Catargynnis och familjen praktfjärilar. Inga underarter finns listade i Catalogue of Life.